# Kédougou
Pour les articles homonymes, voir Kédougou (homonymie).
Kédougou est la plus grande ville du sud-est du Sénégal, chef-lieu du département de Kédougou et de la région de Kédougou, proche des frontières du Mali et de la Guinée. Kedougou a une chute d'eau de plus de 50 mètres, une forêt dense.

## Géographie

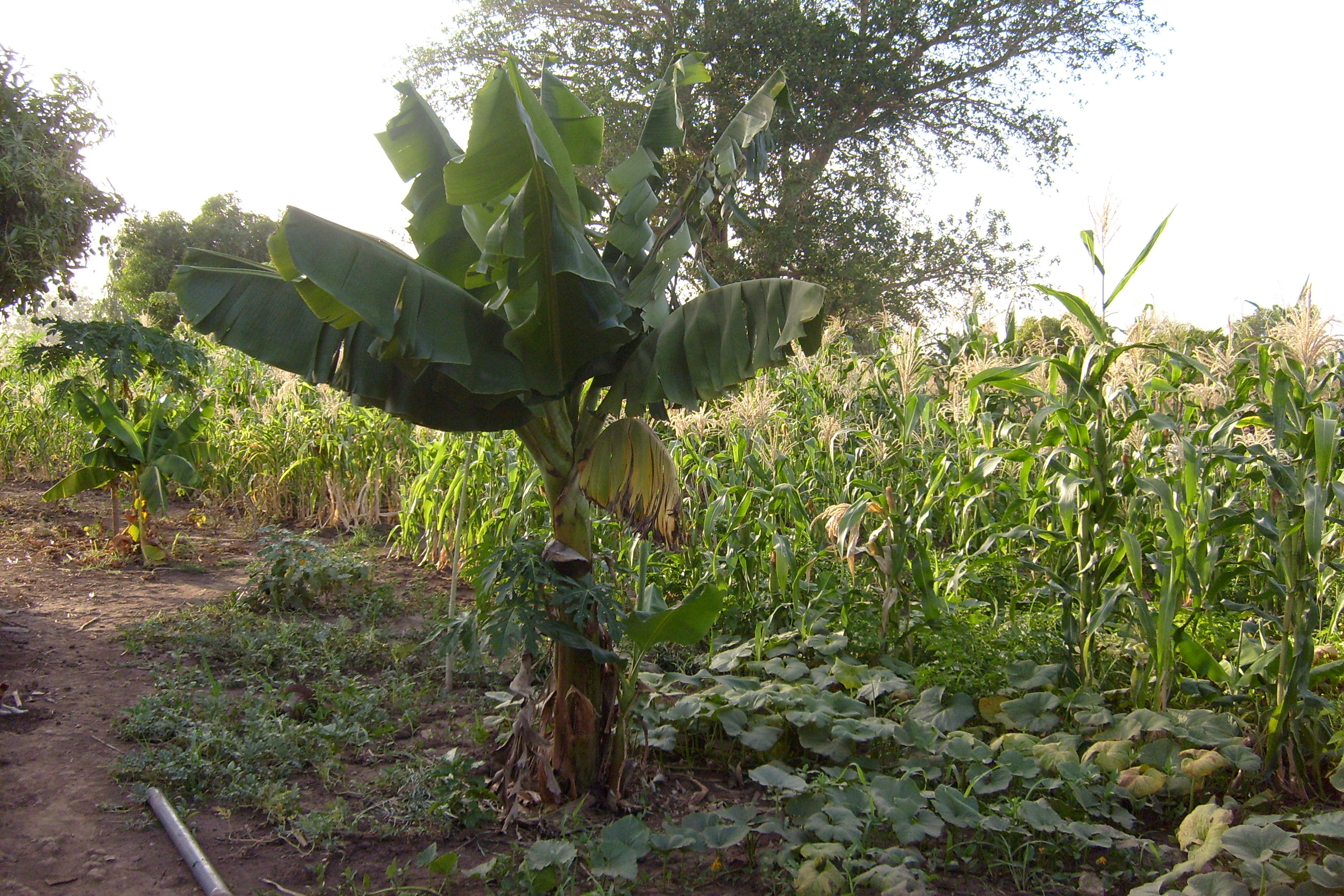
Agro-sylviculture

Kédougou est située sur la rive gauche du fleuve Gambie, sur la route nationale 7 à 695 km à l'est de la capitale Dakar.
La région de Kédougou présente le paysage collinaire du pays bassari. La terre y est rouge et la végétation luxuriante.
| Bandafassi | Bandafassi | Bandafassi |
| Bandafassi | Kédougou   | Bandafassi |
| Dindéfelo  | Dimboli    | Dimboli    |

## Histoire

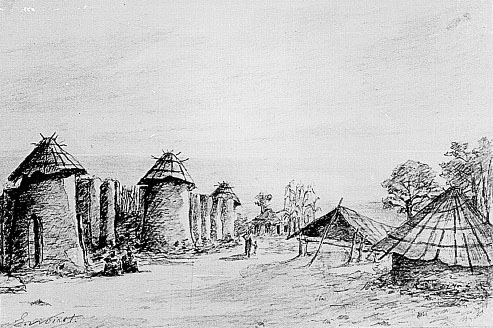
Le tata de Kédougou (dessin de 1881

Kédougou a été fondée par des Mandingues. Son nom  peut signifier "le pays de l'homme". Mais d'autre part l'étymologie est aussi attribué aux bedik maitres de la terre qui pour protéger la ville auraient enfoui (indugu en meunik) des gris-gris, c'est de ce mot que vient le nom de la région de Kédougou.
Le tata de Bademba caractéristique du pays tenda est classé par les Monuments historiques.

## Population

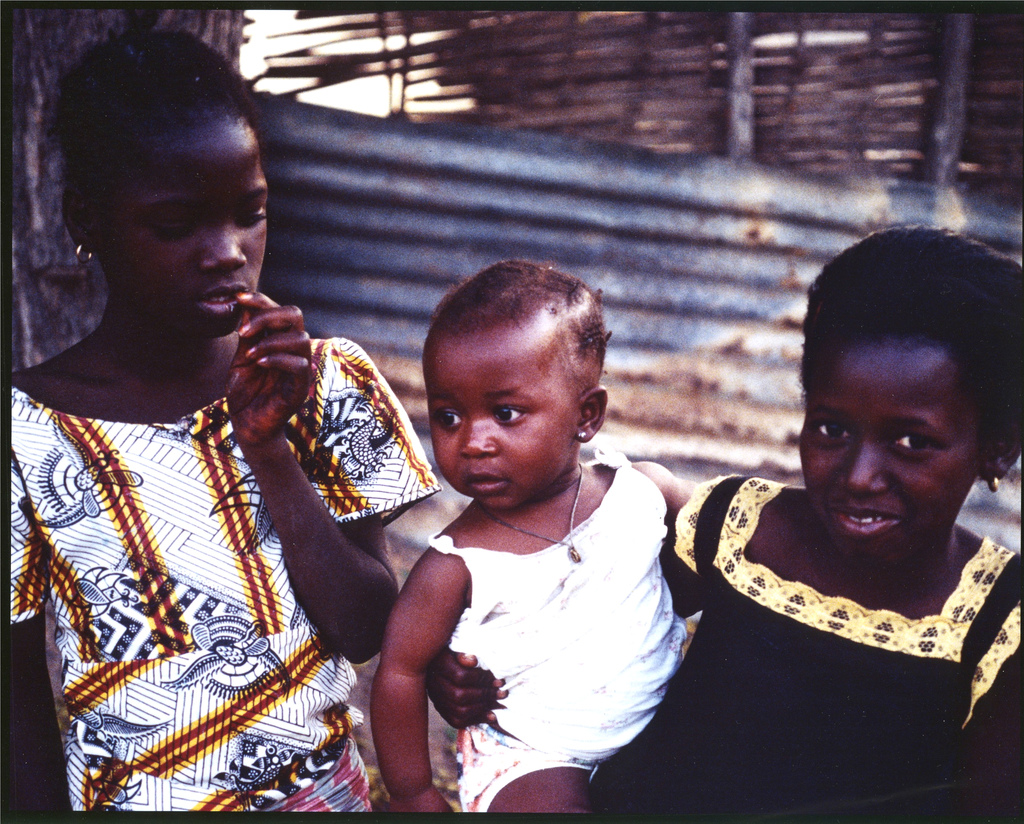
Enfants mandingues à Kédougou.

Lors des recensements de 1988 et 2002, la population s'élevait respectivement à 11 216 et 16 672 habitants.
En 2007, selon les estimations officielles, Kédougou compterait 18 860 personnes.
En 2017, la population de la région de Kédougou est estimée à 172 482 habitants répartis ainsi : les hommes : 89 493, les femmes : 82 989 avec un taux de 1,1 pour cent au niveau national (selon les chiffres officiels de l'Agence nationale de la statistique et de la démographie (ANSD) 2017).
Langues
La langue la plus pratiquée est le pulaar.

## Quartiers
Le recensement général 2023 attribue à la commune 10 quartiers  :
- Dalaba
- Dandemayo
- Dinguessou (Pasteur Butler)
- Fadiga
- Ndiormi (Gada Dinguessou)
- Gomba (Tripano)
- Kégnéto Peulh
- Médina Kégnéto
- Mosquée
- Togoro

## Économie
Aujourd'hui le tourisme complète les activités traditionnelles (agriculture, extraction de l'or), notamment grâce à la proximité de la cascade de Dindéfelo (100 m) et surtout du Parc national du Niokolo-Koba, que l'on visite souvent au départ de Kédougou.

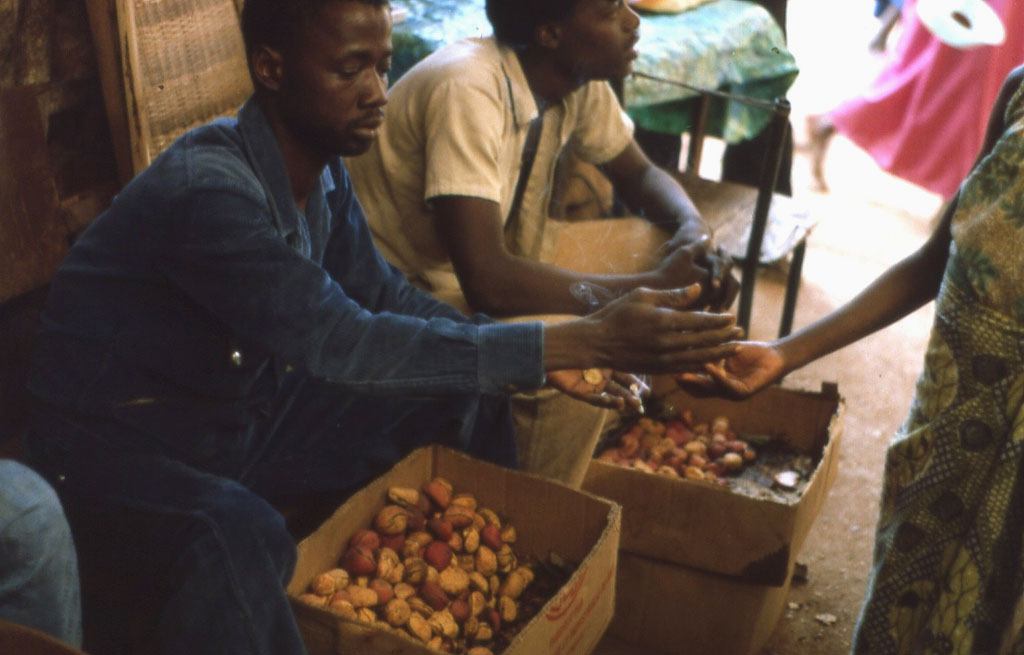
Vente de noix de cola au marché

On y trouve aussi un camp militaire, un centre d'entraînement du Peace Corps, un bureau des douanes pour les marchandises venant de Guinée et du Mali, une Direction de la chasse, un dispensaire de la Mission catholique, et divers petits commerces, entreprises, hôtels et campements. 
Son marché est connu pour ses tissus indigo importés de Guinée.

## Jumelages et partenariats
- Bruay-la-Buissière (France) depuis 1991

## Personnalités nées à Kédougou
- Amath Dansokho (1937-2019), homme politique, ancien maire de la ville
- Mady Cissokho (1930-1998), homme politique
- Mamba Guirassy ancien député maire (1933-1993)
- Opa Ndiaye ancien ministre, homme politique (1953-)
- Moustapha Mamba Guirassy (1965-), homme politique
- Oumar Diakhite, footballeur
- Salif Diao (1977-), footballeur